# Męcimir
Męcimir – staropolskie imię męskie, złożone z członów Męci- („gnębić, dręczyć”, też: „wzburzać, trząść”) i -mir („pokój, spokój, dobro”). Prawdopodobnie oznaczało „ten, kto narusza pokój”.
Męcimir imieniny obchodzi 21 sierpnia.